# Лаугна
Лаугна (њем. Laugna) општина је у њемачкој савезној држави Баварска. Једно је од 27 општинских средишта округа Дилинген ан дер Донау. Према процјени из 2010. у општини је живјело 1.554 становника. Посједује регионалну шифру (AGS) 9773143.

## Географски и демографски подаци
Лаугна се налази у савезној држави Баварска у округу Дилинген ан дер Донау. Општина се налази на надморској висини од 442 метра. Површина општине износи 27,6 km². У самом мјесту је, према процјени из 2010. године, живјело 1.554 становника. Просјечна густина становништва износи 56 становника/km².